# Peyton Sawyer
Peyton Elisabeth Scott (tidigare Peyton Elisabeth Sawyer) är en av rollfigurerna i ungdomsserien One Tree Hill som spelas av MTV VJ:n Hilarie Burton. Peyton är en cheerleader, men också en konstnär med känsla för musik. Hon håller hårt i sitt hjärta då hon har mist flera hon älskat.
Peyton Elisabeth Sawyer föddes av Elisabeth Harp och hennes pojkvän Michael, en känd musiker, den 9 juni 1988. Strax efter sin födsel blir Peyton adopterad av ett ungt par, Larry och Anna Sawyer. Anna Sawyer omkom dock i en bilolycka när Peyton var åtta år gammal. Hon får reda på att hon är adopterad när hennes biologiska mamma dyker upp i slutet av den andra säsongen.
Peyton är en väldigt talangfull konstnär och uttrycker sina (mestadels negativa) känslor i det hon skapar. Peyton och Brooke Davis blev vänner i tredje klass och vänskapen har fortsatt att växa genom åren. 